# Cámara de la Asamblea de Santa Lucía
La Cámara de la Asamblea (en inglés: House of Assembly) es la cámara baja del Parlamento de Santa Lucía, elegida directamente mediante escrutinio mayoritario uninominal. Esta Asamblea se compone directamente de 17 o 18 miembros. El partido que logra conformar una mayoría de escaños en la Cámara de la Asamblea forma gobierno, encabezado por un primer ministro, mientras que el partido no gubernamental con más escaños encabeza la oposición. En base a esta formación de gobierno se designará a los miembros del Senado, la cámara alta.

## Descripción general
De acuerdo con la constitución de Santa Lucía de 1978, la Cámara de la Asamblea estará en principio compuesta por tantos escaños como circunscripciones electorales se establezcan (desde 1974, el país se encuentra dividido en diecisiete circunscripciones). Una vez conformada la Cámara, esta deberá elegir a un presidente, pudiendo elegir tanto a uno de los miembros electos como a otra persona que no tenga la distinción de parlamentario. Por el hecho de ser presidente de la Cámara, esta persona adquiría automáticamente la condición de miembro del parlamento.
Todos los ciudadanos mayores de veintiún años que tengan derecho a voto y hayan nacido en Santa Lucía (o residentes por un período mayor a doce meses) con domicilio en el país al momento de su nominación pueden presentarse como candidatos a miembros de la Cámara de la Asamblea. Además de estos requisitos, deben tener la capacidad de hablar inglés y, a menos que sufran de alguna discapacidad visual, leer y escribir en ese idioma con un grado de competencia suficiente para participar activamente en los procedimientos de la Cámara. Para postular su candidatura deben presentar el apoyo de al menos seis electores registrados en la circunscripción que disputan y un depósito monetario de 250 dólares del Caribe Oriental.

## Composición actual
| Circunscripción       |  |      | Parlamentario                           |
| --------------------- |  | ---- | --------------------------------------- |
| Anse la Raye/Canaries |  | SLP  | Wayne Girard                            |
| Babonneau             |  | SLP  | Virginia Poyotte                        |
| Castries Central      |  | Ind. | Richard Fredrick                        |
| Castries East         |  | SLP  | Philip J. Pierre (Primer ministro)      |
| Castries North        |  | Ind. | Stephenson King                         |
| Castries South        |  | SLP  | Ernest Hilaire                          |
| Castries South East   |  | SLP  | Joachim Henry                           |
| Choiseul              |  | UWP  | Bradley Felix                           |
| Dennery North         |  | SLP  | Shawn Edward                            |
| Dennery South         |  | SLP  | Paul Prospere                           |
| Gros Islet            |  | SLP  | Kenson Casimir                          |
| Laborie               |  | SLP  | Alva Baptiste                           |
| Micoud North          |  | SLP  | Jeremiah Norbert                        |
| Micoud South          |  | UWP  | Allen Chastanet (Líder de la Oposición) |
| Vieux Fort North      |  | SLP  | Moses Jean Baptiste                     |
| Vieux Fort South      |  | SLP  | Kenny Anthony                           |
| Soufriere             |  | SLP  | Emma Hippolyte                          |